# Scottish National Liberation Army
Lo Scottish National Liberation Army (Esercito di Liberazione Nazionale scozzese in inglese) o SNLA è (o era) un piccolo gruppo militante che si propone l'indipendenza della Scozia e dichiarato illegale dal governo del Regno Unito.
Si crede che sia stato fondato da Adam Busby, un soldato nativo di Paisley, all'indomani del referendum di devoluzione del 1979 che, a detta dell'organizzazione, era stato manipolato. Alcuni credono che in realtà l'SNLA fosse una organizzazione creata per screditare il movimento indipendentista scozzese.

## Organizzazioni associate
Lo Scottish Separatist Group (SSG), fondato nel 1995 da ex militanti dell'SNLA, è ritenuto l'ala politica dell'SNLA. Entrambi mirano a invertire il flusso migratorio di inglesi in Scozia e a ristabilire il gaelico quale lingua nazionale del paese.